# مهردادگری

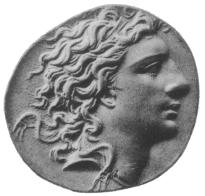
مِهردادگَری

مِهردادگَری (Mithridatism) اشاره به عملی دارد که شخص با خوردن مقدار کمی سم، به صورتی که برای بدن خطرناک نباشد، و انجام آن به صورت طولانی مدت، بدن خود را در برابر مسمومیت مقاوم می‌کند. این عمل از آن رو مهردادگری نامیده می‌شود که مهرداد ششم، یکی از پادشاهان ایرانی پنتوس بدان دست زد. وی این کار را انجام می‌داد به سرنوشت پدرش، مهرداد پنجم که توسط همسر خود مسموم شده بود، گرفتار نشود.

## پیش زمینه
پس از مرگ مشکوک پدر مهرداد ششم یعنی مهرداد پنجم، همسر وی و مادر مهرداد پنجم تا زمان به بلوغ رسیدن فرزندانش به جایگاه ملکه نایب السلطنه پادشاهی پنتوس رسید. بدیل دلیل مهرداد از نوجوانی با برادر خود در رقابت برای سلطنت بود اما به زودی با شک کردن مهرداد در دست داشتن احتمالی مادرش در مرگ پدر، مادر مهرداد پنجم با حمایت از برادر مهرداد خواستار به سلطنت رسیدن وی شد. 
ماجرا تنها زمانی وخامت یافت که مهرداد با شک به احتمال مسموم شدنش توسط مادر خود فرار کرده و به جنگل پناه می‌برد تا از مسمومیت در امان باشد. سپس مهرداد برای جلوگیری از تلاش های مشابه برای مسموم کردنش دست به ساخت و استفاده دوز های کم و ایمن از ترکیب مخصوصی از سم های شناخته شده گوناگون می‌زند تا به مرور زمان از تمام سم ها در امان بماند. 
بعدها دانشمندان رومی در مطالعاتشان از این عمل به عنوان مهردادگری نام میبرند که این نام تا به حال مورد استفاده قرار می‌گیرد. 